# Bataille du cap Matapan (1717)
Guerre veneto-austro-ottomane de 1714-18
La bataille de Matapan eut lieu le 19 juillet 1717 au large du cap Matapan, sur la côte du Magne
, aujourd'hui au sud de la Grèce. La bataille navale opposait la Armada Grossa de la république de Venise, appuyée par un escadron mixte de navires alliés du Royaume de Portugal, les États pontificaux et Malte, et la Flotte ottomane, sous Kapudan Pacha Eğribozlu İbrahim Pacha.

## Prélude
Les 24 voiliers vénitiens commandés par Marcantonio Diedo, commandant de la flotte vénitienne, rencontrèrent un autre escadron vénitien de 24 galères sous le Capitano generale da Mar Andrea Pisani et un petit escadron de 9 navires mixtes portugais-maltais sous le chevalier maltais Bellefontaine près du cap Matapan le 2 juillet. Après avoir essayé séparément de gagner la jauge de vent et à court d'approvisionnement en eau, la force alliée est allée à Marathonisi, près du sommet du golfe de Matapan, pour se réapprovisionner. Ils avaient essayé d'atteindre Sapientza, mais les vents étaient contre eux et ils ont pris le risque d'être pris dans le golfe.

## La bataille
La flotte ottomane, avec 30 voiliers et 4 galères, a été vue au sud, du côté ouest de l'entrée de la baie, le 19 juillet. Avec un petit vent du SSE, cela signifiait qu'ils avaient l'avantage. Diedo, incapable de naviguer à l'ouest de la flotte ottomane, a décidé de naviguer lentement vers l'est, à travers la baie.
La flotte alliée était organisée en quatre divisions : le Capitano delle Navi, Diedo, était dans l'avant-garde, suivi du Centre, commandé par son commandant en second, Correr. La 3e division ou division arrière était commandée par Dolfin. La 4e division ou division alliée était commandée par Belle Fontaine.
Ibrahim avec 6 navires a attaqué la division arrière vers 6 heures du matin, tandis que le reste de sa flotte est allé de l'avant et a attaqué l'avant-garde et centre. Vers midi, les flottes s'approchaient du côté est de la baie, et peu de temps après que les navires de tête aient tourné, le vent a tourné du SE, mettant les navires de tête Vénitien au vent d'une partie de la flotte ottomane pour la première fois. Profitant de cela, Diedo les a attaqués et la dure bataille a continué. Vers 15 heures, la flotte ottomane se retire, naviguant vers le passage Cervi-Cerigo, tandis que les Alliés naviguent vers le cap Matapan. Aucune des deux parties ne souhaitait poursuivre le combat.

## Pertes et valeur stratégique de la bataille
La bataille du cap Matapan s'est terminée indécise. Malheureusement, le résultat tactique l'est aussi : les différents éléments de l'alliance chrétienne ont tous essayé de rendre leur participation plus importante, et les différents rapports ne s'accordent pas sur le nombre de victimes, principalement celles de l'ennemi. Les plus optimistes parlent de 14 navires turcs coulés, un nombre totalement exagéré : ce serait une victoire éclatante, ce que la bataille ne fut pas. D'autres récits parlent de deux navires ottomans coulés et de nombreux autres endommagés, ce qui semble beaucoup plus raisonnable. D'autres encore ne parlent pas de navires coulés sur le champ de bataille ; et il est possible que certains navires turcs n'aient été coulés que plus tard par les Ottomans eux-mêmes, car les réparations n'étaient pas justifiées. Les navires portugais ont également eu leurs coques et leurs équipements gravement endommagés à la suite des combats, mais tous ont été réparés.
Selon certains témoignages, les Vénitiens semblent avoir eu environ 225 tués et 350 blessés, ce qui, si c'est vrai, est un rapport très élevé entre le nombre de morts et le nombre de blessés. Les Portugais comptaient environ 50 morts et 150 blessés, un ratio plus normal pour ce type de combat à l'époque, mais qui montre tout de même la violence de la bataille.
En tout, le grand Nossa Senhora do Pilar, a eu environ 60 victimes, plus d'un quart des pertes portugaises, ce qui montre à quel point le navire du Conde de São Vicente a été le plus impliqué dans la bataille . Tout au long de la bataille, le Nossa Senhora do Pilar a tiré environ 2 300 coups de canons. Fait intéressant, le même navire a tiré un total de 948 coups de canons tout au long du voyage pour la signalisation et les salutations festives.

## Conséquences
À la suite de la bataille, la tentative vénitienne de reprendre le Morée a été déjouée et la reconquête ottomane de la péninsule a été confirmée.
Chaque État allié a attribué à ses propres navires un crédit complet pour toutes les réalisations. Certains de ces récits sont presque totalement peu fiables pour diverses raisons, par exemple, leur inclusion de forces qui n'étaient pas réellement présentes pour la bataille.

## Navires impliqués

### Venise et ses alliés
- Division Bleue - Avant-garde[3]
  - Madonna dell'Arsenal (Madonna de l'Arsenal) 68 canons
  - Costanza 70 canons
  - Trionfo (Triumph) 70 canons (vaisseau amiral de l'amiral Diedo)
  - Léon Trionfante 80 canons
  - San Francesco da Paola 54 canons
  - Aquila Valiera (Valieran Eagle) 70 canons
  - Fenice (Phoenyx) 60 canons
  - Sant'Andrea 60 canons
  - Gloria Veneta (Venetian Glory) 68 canons
- Division Jaune - Centre
  - Corona (Couronne) 74 canons
  - Madonna della Salute (Madonna of Health) 70 canons (vaisseau amiral de Almirante Ludovico Diedo, †)
  - Terror 70 canons
  - San Pio V (Saint Pie V) 70 canons
  - San Pietro Apostolo, acheté à Livourne, 50 canons
  - Aquila Volante (Flying Eagle) 52 canons, également signalé comme Aquiletta
  - Fede Guerriera (Warrior Faith) 60 canons
  - Nettuno (Neptune) 52 canons
  - Sacra Lega (Holy League) 50 canons
- Division Rouge - Arrière
  - San Gaetano 70 canons
  - Fortuna Guerriera (Warrior Fortune) 68 canons
  - Venezia Trionfante (Venise triomphante) 52 canons
  - San Lorenzo Zustinian II 70 canons
  - Grand'Alessandro (Big Alexander) 70 canons (vaisseau amiral de Almirante Dolfin)
  - Colomba d'Oro (Golden Dove) 70 canons, également signalé comme Colomba
  - Rosa (Rose) 60 canons, également signalé comme Rosa Moceniga
  - Valor Coronato (Valeur couronnée) 52 canons
  - São Lourenço 58 canons (portugais)
- Division alliée

- - San Raimondo 46 canons (maltais)

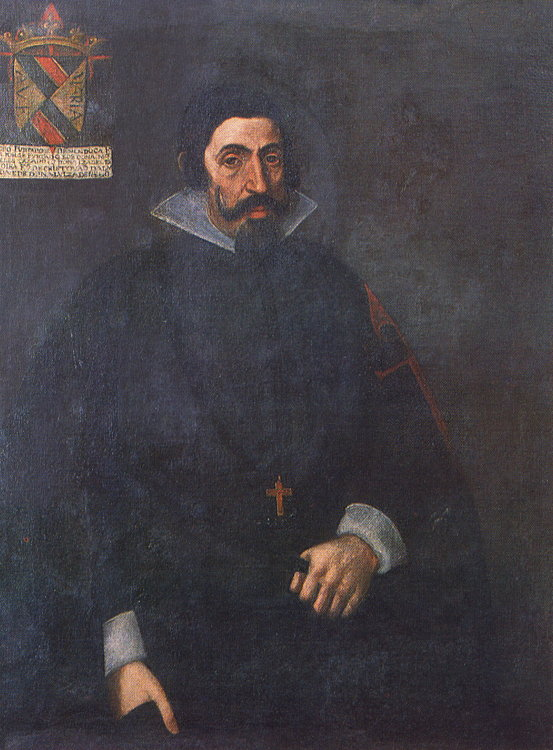
Amiral Lopo Furtado de Mendonça, commandant de la Nossa Senhora da Conceição

  - Fortuna Guerriera 70 canons (Vénitien)
  - Rainha dos Anjos 56 canons (portugais)
  - Nossa Senhora das Necessidades 66 canons (portugais)
  - Santa Catarina 56 canons (Chevalier de Bellefontaine - Maltais)
  - Nossa Senhora do Pilar 84 canons (portugais)
  - Santa Rosa 66 canons (portugais)
  - Nossa Senhora da Conceição 80 canons (Général-Amiral Lopo Furtado de Mendoça - Portugais)
  - Nossa Senhora da Assunção 66 canons (portugais)
- Auxiliaires
  - Capitaine Trivisan (pompier) - Sabordé
  - Madonna del Rosario (navire-hôpital) - Coulé

#### Galères
- 13 Vénitiennes
- 5 Maltaises
- 4 Papales
- 2 Toscanes

### Navires de ligne
- -  Kebir Üç Ambarlı  (Le Grand Trois Decker) 114 (Vaisseau amiral d'Ibrahim Pacha)
  - Ejder Başlı (Le Dragon) 70
  - Çifte Ceylan Kıçlı (Les Deux Gazelles) 70
  - Yaldızlı Hurma (La Date Dorée) 70
  - Şadırvan Kıçlı (La fontaine d'aspersion) 66
  - Siyah At Başlı (Le Cheval Noir) 66
  - Beyaz à Başlı (Le Cheval Blanc) 66
  - Kula At Başlı (Le Cheval Gris) 66
  - Büyük Gül Başlı (La Grande Rose) 66
  - Yılan Başlı (Le Serpent) 34 (navire unique avec 2x372 pdr "üç kantar" canons monstres tirant des boules de marbre)
  - Ifrit Başlı (Le Démon) 62
  - Küçük Gül Başlı (La Petite Rose) 60
  - Çifte Teber Kıçlı (Deux Hallebardes) 58
  -  Yıldız Bagçeli  (Le Jardin des Étoiles) 58
  - Zülfikâr Kıçlı (L'épée à deux pointes) 56
  - Akçaşehir (Ville d'Akçaşehir) 56 canons
  - Servi Bagçeli (Le Jardin des Cyprès) 54
  - Ay Bagçeli (Le Jardin de la Lune) 54
  - Yeşil Kuşaklı (ceinture verte) 54
  -  Sarı Kuşaklı  (ceinture jaune) 54
  - Kırmızı Kuşaklı (ceinture rouge) 52
  - Al At Başlı (Le Cheval Rouge) 52
  - Yaldızlı Nar Kıçlı (La Grenade Dorée) 52

### Caravelles
- - Mavi Arslan Başlı (Le Lion Bleu) 44
  - Siyah Arslan Başlı (Le Lion Noir) 44
  - Taç Başlı (La Couronne) 44
  - Güneş Kıçlı (Le Soleil) 44
  -  Kuş Bagçeli Karavele  (La Caravelle du Jardin des Oiseaux) 44
  -  Yıldız Kıçlı  (L'étoile) 40
  - Mavi Kıçlı Karavele (La Caravelle Bleue) 38
[4]

## Sources
- História da Marinha de Portugal, Editora das Forças Armadas
- Guerres navales au Levant 1559–1853
- Frederic Chapin Lane, Venice, a Maritime Republic, JHU Press, 1973 (ISBN 978-0-8018-1460-0)
- Guido Ercole, Vascelli e fregate della Serenissima, Trento, GMT, 2011 (ISBN 978-8890565144)